# Tephrosia mohrii
Tephrosia mohrii är en ärtväxtart som först beskrevs av Per Axel Rydberg, och fick sitt nu gällande namn av R.K.Godfrey. Tephrosia mohrii ingår i släktet Tephrosia och familjen ärtväxter. Inga underarter finns listade i Catalogue of Life.